# Cantone di Scionzier
Il Cantone di Scionzier era un cantone francese dell'arrondissement di Bonneville.
A seguito della riforma approvata con decreto del 13 febbraio 2014, che ha avuto attuazione dopo le elezioni dipartimentali del 2015, è stato soppresso.

## Composizione
Comprendeva i comuni di:
- Marnaz
- Nancy-sur-Cluses
- Le Reposoir
- Scionzier